# صفاء الرواس
صفاء الرواس، مواليد (1976 تطوان)، فنانة مغربية.

## السيرة شخصية
ولدت صفاء الرواس عام 1976 في تطوان بالمغرب. غيرت مسار دراستها واختارت التدريب الفني، بعد عام من التعليم العالي في كلية العلوم بتطوان. تخرجت في Institut National des Beaux-Arts de Tétouan [الإنجليزية] في عام 1998. غالبًا ما يهيمن على أعمالها، التجريدية والبسيطة، لون واحد، وهو الأبيض، والذي يرمز لها، وإلى اللامادية، والصمت، والهشاشة في الرسومات التي تشمل أيضًا الغرز، والجروح، والدرزات، مثل الجروح غير الملتئمة. تتضمن أعمالها أيضًا عناصر مدببة أو حادة، مثل الإبر وشفرات الحلاقة والسكاكين والخيوط.

## المسار المهني والوظيفي
تعيش الرواس وتعمل في تطوان وتعرض في المغرب وخارجه دولياً منذ عام 1998. عندما أنهت دراستها الفنية وحصلت على الدبلوم، شاركت في معرض "توقيت المغرب" الذي نظمه جان لويس فرومنت، مؤسس CAPC متحف الفن المعاصر في بوردو. ثم عاشت كفنانة مقيمة لمدة ستة أشهر في المدينة الدولية للفنون في باريس. في عام 2002، شاركت في بينالي داكار الخامس، ومرة أخرى في بينالي داكار السابع (2006)، عندما كانت واحدة من الفنانين الذين فازوا بجائزة. أختيرت في عام 2009 أيضًا كواحدة من خمس فنانات بارزات من الجيل الجديد من الفنانات في العالم الإسلامي لمعرض نيويورك الذي نظمته متحف فنون الشتات الأفريقي المعاصر. في عام 2016، عُرضت أعمالها في باريس كجزء من معرض الفن المعاصر والتصميم الذي يركز على إفريقيا، المعروفة أيضًا باسم إفريقيا (AKAA)، في معبد كارو دو،  ثم مرة أخرى في عام 2018 في نفس المعرض. عرضت أيضًا في عام 2017 في لندن في معرض سنوي مخصص للفن المعاصر من القارة الأفريقية. تقدم أعمال Erruas في مجموعات مثل القصر الملكي المغربي، و Société Générale (المغرب)، و Caisse depôt et de Gestion (المغرب)، ومؤسسة ONA في المغرب، ومؤسسة جان بول بلاشير في أبت، ومركز الفن المعاصر في لاغوس، نيجيريا. من 24 فبراير إلى 1 مايو 2022، شاركت في معرض "أصوات أفريقية" مع منير فاطمي وميمونة جريسي وكايل ويكس في ميلانو.

## روابط خارجية
- موقع الفنانة
- صفاء الرواس على ارتسي
- صفاء الرواس على LeCube
- صفاء الرواس على Officine dell'Imagine